# Riu Virgin

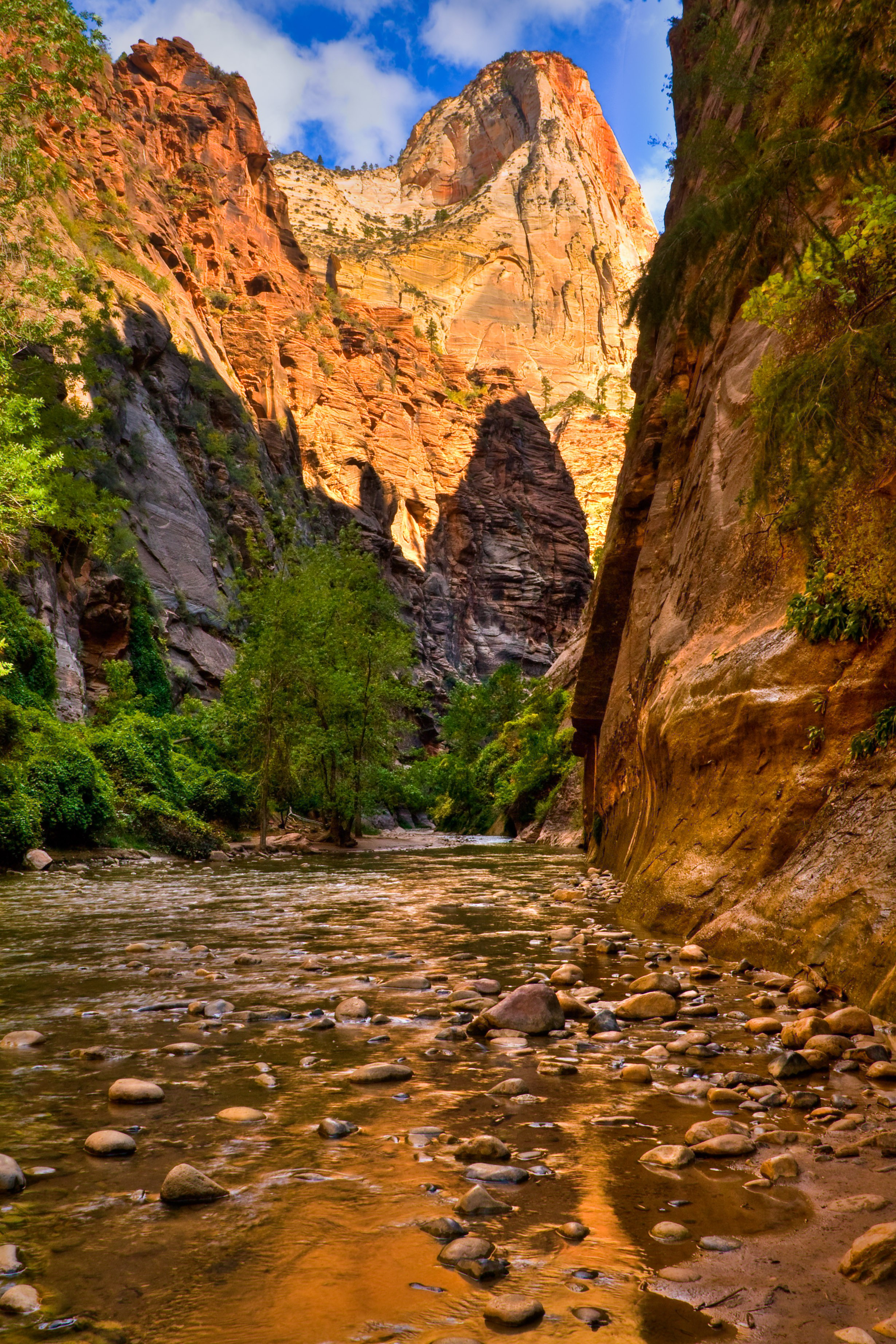
El riu Verge quan passa pel Parc Nacional Zion

El riu Virgin (riu de la regió occidental dels Estats Units) és un afluent de la riba dreta del riu Colorado. Té els seus afluents a l'estat de Utah, entre els altiplans de Passagunt, a l'est, i de Markagunt, a l'oest; corre el sud-oest, arriba al vorell septentrional de les Vermillion Cliffs i torna a l'oest, i després al sud-oest rep per la dreta el Saint George al Santa Clara, després per l'esquerra el Short Creek, continua al llarg del peu sud-oriental del Beaverdam Wash; travessa l'angle nord-oest d'Arizona, i rep per la dreta al Beaverdam Wash; entra en l'estat de Nevada per l'antiga reserva dels pauites, s'inclina al sud-est, recull per la dreta el seu més gran afluent, el Muddy o Meadow Valley River, i després en el Virgin Canyon de Colorado, a uns 366 metres d'altitud, després d'un curs de 320 kilòmetres per canyons.